# Watseka
Watseka è un comune degli Stati Uniti d'America, situato nell'Illinois, nella contea di Iroquois, della quale è anche il capoluogo.